# 呐喊/童年
《呐喊 / 童年》（Scream/Childhood）是迈克尔·杰克逊第九张录音室专辑《他的历史》的主打单曲。A面歌《呐喊》是迈克尔·杰克逊与他最小的妹妹珍妮·杰克逊合唱；而B面歌《童年》则是由迈克尔·杰克逊独唱。该单曲于1995年5月31日正式发行。
《呐喊 / 童年》成为美国告示牌百强单曲榜成立37年来首支空降第五的单曲。而在其他国家的榜单，《呐喊 / 童年》位居意大利、新西兰和西班牙榜单的冠军；在澳大利亚、比利时、法国、荷兰、挪威、瑞士和英国等国家位居前五。

## 呐喊
《呐喊》这首歌主要被引申为对各大媒体针对1993年迈克尔·杰克逊儿童性虐待指控事件中侵略性报道的报复。《呐喊》这首歌由吉米·詹与特里·刘易斯、迈克尔·杰克逊、珍妮·杰克逊写作和制作而成；迈克尔在其中演奏了多种乐器，融合了节奏布鲁斯、流行、电子摇滚、嘻哈、放克、新杰克摇摆等诸多音乐元素。这首歌于1994年10月在纽约市的金曲工厂和1994年12月在伊代纳市的奇炫飞行录音室（Flyte Tyme Studios）分别录制完成。尽管史诗唱片试图保密，但是这首歌早在发行之日前就被泄露给广播电台。
《呐喊》这首歌得到了乐评界的一致好评，相较于迈克尔·杰克逊的其他歌曲，这首歌获得的赞誉要更胜一筹。而这首歌对应的音乐录影带迄今仍然是迈克尔·杰克逊最受好评的音乐录影带作品之一，这支音乐录影带为迈克尔赢得了三座MTV音乐录影带大奖的奖杯和格莱美最佳音乐录影带。同时，由于该支音乐录影带的制作成本高达700万美元，因此被吉尼斯世界纪录认证为“史上最昂贵的音乐录影带”；但是音乐录影带导演马克·罗曼尼克（Mark Romanek）驳斥了这一说法，他表示还有另外两支音乐录影带的制作成本要比《呐喊》高出数百万美元。 《呐喊》中的经典画面也被当代的一些作品所复制，例如：TLC的《人渣退散》（1999年发行）、丽儿·玛玛的《梦舞成真》（2008年发行）、未成熟组合的《厮守长夜》（1999年发行）、梦的《月球漫步》（2009年发行），以及席亚拉搭配妮琪·米娜的《我要走了》（2013年发行）等最为具有特色。
迈克尔·杰克逊在1996年－1997年历史世界巡回演唱会上表演了《呐喊》。2009年迈克尔·杰克逊辞世后，在當年的MTV音樂錄影帶大獎上珍妮·杰克逊演出了這首歌向哥哥致敬；而後在她2011年的独一无二：舍不得你演唱会、2015年－2016年惊心动魄世界巡回演唱会和2017年世界状态巡回演唱会上也有表演这首歌曲。

## 童年
《童年》是由迈克尔·杰克逊自己创作和制作的自传性质歌曲，歌曲的主题围绕他艰难的童年经历。这首歌曲后来成为《人鱼童话2》的主题曲，延续了迈克尔与“人鱼童话”系列的合作关系。这首歌陆续被迈克尔的几张精选辑所收录，在乐评界获得了毁誉参半的评价。而这首歌的音乐录影带由于与其所关联的电影毫无关系，因此备受批评。

### 脚注
1. ↑  nl.newsbank.com/nl-search/we/Archives?p_product=GF&s_site=grandforks&p_multi=GF&p_theme=realcities&p_action=search&p_maxdocs=200&p_topdoc=1&p_text_direct-0=0EB6EAAC6906C62A&p_field_direct-0=document_id&p_perpage=10&p_sort=YMD_date:D
2. ↑  .   [2017-12-22]. （原始内容存档于2014-11-29）.

### 文献
- Campbell, Lisa. . Branden. 1995. ISBN 0-8283-2003-9.
- George, Nelson (2004). Michael Jackson: The Ultimate Collection. booklet. Sony BMG.
- Pratt, Douglas. . UNET 2 Corporation. 2005. ISBN 1-932916-01-6.
- Lewis, Jel. . Amber Books Publishing. 2005. ISBN 0-9749779-0-X.
- Taraborrelli, J. Randy. . Terra Alta, WV: Headline. 2004. ISBN 0-330-42005-4.